# 8 Brygada Artylerii (II RP)
8 Brygada Artylerii (8 BA) – brygada artylerii Wojska Polskiego II RP.

## Historia brygady
8 Brygada Artylerii została sformowana w maju 1919 roku. Była organiczną jednostką artylerii 8 Dywizji Piechoty. Wiosną 1920 roku jej stan bojowy liczył 42 oficerów, 951 szeregowych obsług dział i karabinów maszynowych oraz telefonistów, a także 501 jezdnych. Brygada uzbrojona była w sprzęt francuski: 29 armat polowych 75 mm, 8 armat polowych 105 mm i 3 haubice 155 mm. Ponadto na uzbrojeniu i wyposażeniu brygady znajdowało się 30 karabinów maszynowych i 1702 karabinków różnych systemów oraz 234 wozy i 23 kuchnie polowe.
Na dzień 1 maja 1920 dysponowała 31 działami polowymi i 9 działami ciężkimi.
W sierpniu 1920 roku, przed bitwą warszawską, Brygada w składzie pięciu baterii 8 pułku artylerii polowej (baterie 2, 3, 4, 5 i 6) oraz dwóch baterii 8 dywizjonu artylerii ciężkiej (bateria 1 i 3) znalazła się na poligonie rembertowskim. Część oficerów, w tym dowódca brygady, oraz szeregowych w następstwie złego odżywiania, brudu, wilgoci i spiekoty chorowała na dyzenterię. 80% żołnierzy nie miało spodni, 75% mundurów, 30% płaszczy, a 40% butów!

## Organizacja pod koniec 1919
- dowództwo 8 Brygady Artylerii
- 8 pułk artylerii polowej w składzie 8 baterii (8 bateria - w głębi kraju)
- I dywizjon 8 pułku artylerii ciężkiej w składzie 2 baterii (2 bateria - w głębi kraju)

## Dowódcy brygady
- płk Olgierd Pożerski (od 15 V 1919[3])